# Йозеф Никлас фон Виндиш-Грец
Йозеф Лудвиг Никлас (Николаус) Антон де Паула Йоханес Непомук Адам Раймунд фон Виндиш-Грец на немски: Joseph Ludvig Niklas (Nikolaus) Anton de Paula Johannes Nepomuk Adam Raymund non natus Graf von Windisch-Graetz; * кръстен 6 декември 1744, Виена; † 24 януари 1802, Щекен, Бохемия/Чехия) е граф на Виндиш-Грец в Австрия, фрайхер на Валдщайн и Тал, автор и философ, камер-хер на австрийската ерцхерцогиня Мария-Антоанета.

## Живот
Той е син на граф Леополд Карл фон Виндиш-Грец (1718 – 1746) и съпругата му графиня Мария Антония Йозефа фон Кевенхюлер (1726 – 1746), дъщеря на граф Лудвиг Андреас фон Кевенхюлер (1683 – 1744) и графиня Филипина Мария Анна Йозефа фон Ламберг (1695 – 1762). Внук и наследник е на финансово задължения граф Леополд Викторин фон Виндиш-Грец (1686 – 1746) и графиня Мария Ернестина фон Щрасолдо (1695 – 1766).
Йозеф Никлас е образован във Виена и като млад става императорски дворцов съветник. През 1770 г. той придружава Мария-Антоанета като неин камер-хер до Франция за нейната женитба с дофен Лудвиг, по-късният крал Луи XVI. Там той има контакти с водещи членове на Френската академия и започва да следва математика, право и философия. Той пише резултатите от следването си на френски, които са публикувани.
Йозеф Никлас дава за награди 1 000 и 500 дуката за академиите в Париж, Единбург и Германия. На мирния конгрес в Ращат (ноември 1797 – април 1799) той предлага „законова теория“.
Йозеф Никлас е приятел с философа Кант (1724 – 1804). В трудовете си той е против всякаква форма на насилие. Той в текста си е привърженик на „концепта за конституционна монархия“, обаче не е привърженик на император Йозеф II, заради реформите му.
Той наследява господството Тахау/Тахов и други в Западна Бохемия на 12 май 1781 г. от далечния си роднина Адам Филип Лози фон Лозинтал (1705 – 1781) и вдовицата му Ернестина Фукс фон Бимбах. От 1787 г. той и съпругата му преобразуват дворец Тахау. В резиденцията си в Тахау той пише историята на фамилията си и основава богат архив и библиотека.
Йозеф Никлас има много добри отношения с жителите на Тахау/Тахов и прави дарения. Умира на 57 години в Щекен, Бохемия, на 24 януари 1802 г. и е погребан в „Св. Вацлава“, Тахов, Бохемия. Тогава се водят преговори за издигането му на княз. След две години синовете му получават тази титла.
- Дворец Тахау, Западна Бохемия
- Дворец Ктенице при Прага
- Дворец Щекен, Западна Бохемия

## Фамилия
Първи брак: на 12 октомври 1766 г. в замък Виена с графиня Мария Йозефа Ердьоди де Монйорокерек ет Моносзло (* 5 април 1748; † 10 април 1777), дъщеря на граф Миклóс Ердьоди де Монйорокерек ет Моносзло (1719 – 1757) и графиня Мария Антония Батиани-Щратма де Немет-Ужвар (1720 – 1797). Те имат четири деца:
- Карл Антон Йозеф Раймунд (* 30 септември 176, Виена; † 28 март 1791)
- Йозеф Лудвиг Йохан Непомук Антон (* 21 септември 1769, Виена; † 20 октомври 1792)
- Леополд Карл Викторин Игнац Йозеф Антон Грациан (* 18 декември 1770, Виена; † 28 септември 1771)
- Мария Терезия Филипина Йозефина Антония Фридерика (* 4 март 1774, Виена; † 22 януари 1841, Виена), омъжена на 2 април 1800 г. в Щекна за принц Ернст Енгелберт фон Аренберг (* 25 май 1777, Париж; † 20 ноември 1857, Висбаден), син на принц и херцог Август Мария Раймонд д'Аренберг (1753 – 1833) и внук на херцог Карл Мария Раймунд фон Аренберг (1721 – 1778) и графиня Луиза Маргарета фон дер Марк-Шлайден (1730 – 1820).

Втори брак: на 30 август 1781 г. в Брюксел с принцеса и херцогиня Леополдина д'Аренберг (* 30 юли 1751; † 26 август 1812), дъщеря на богатия принц и 5. херцог Карл Мария Раймунд фон Аренберг (1721 – 1778) и графиня Луиза Маргарета фон дер Марк-Шлайден (1730 – 1820). Те имат шест деца:
- Лудвиг Роберт (* 10 септември 1782; † 3 юни 1783)
- София Лудовика Вилхелмина (* 20 юни 1784, Брюксел; † 7 юли 1848, Баден до Виена), омъжена на 29 септември 1799 г. в Елванген за 5. княз Карл Томас фон Льовенщайн-Вертхайм-Розенберг (* 18 юли 1783, Бартенщайн, Швебиш Хал; † 3 ноември 1849, Хайделберг)
- Еулалия (* 28 март 1786; † 26 юни 1812)
- Алфред (* 11 май 1787, Брюксел; † 21 март 1862, Виена), 1. княз на Виндиш-Грец на 24 май 1804 г., женен на 15 юни 1817 г. във Фрауенберг за принцеса Мария Елеонора фон Шварценберг (* 21 септември 1796; † 12 юни 1848); имат 7 деца
- Аделхайд Паулина (* 4 декември 1788, Брюксел; † 8 октомври 1805, Лайпциг)
- Верианд Алойз Леополд Улрих Йохан Паул Еремите (* 31 май 1790, Страсбург; † 27 октомври 1867, замък Хаасберг), княз на Виндиш-Грец на 18 май 1822 г., женен на 11 октомври 1812 г. във Виена за принцеса Елеонора фон Лобковиц (* 28 октомври 1795; † 10 март 1876); имат шест деца